# Syritta vittata
Syritta vittata är en tvåvingeart som beskrevs av Josef Aloizievitsch Portschinsky 1875. Syritta vittata ingår i släktet kompostblomflugor, och familjen blomflugor. Inga underarter finns listade i Catalogue of Life.